# Dominik Moll
Dominik Moll (ur. 7 maja 1962 w Bühl) – francuski reżyser i scenarzysta filmowy. 
Laureat Cezara dla najlepszego reżysera za film Harry, twój prawdziwy przyjaciel (2000).
Zasiadał w jury sekcji "Cinéfondation" na 60. MFF w Cannes (2007).